# Focke-Wulf A 17 Möwe
 (août 2025).
Si vous disposez d'ouvrages ou d'articles de référence ou si vous connaissez des sites web de qualité traitant du thème abordé ici, merci de compléter l'article en donnant les références utiles à sa vérifiabilité et en les liant à la section « Notes et références ».
Dimensions
Le Focke-Wulf A 17 Möwe (mouette en français) est un avion de ligne monomoteur. Il effectuait les liaisons entre Berlin et Zurich ou Paris en transportant 8 passager et 2 membre d'équipages.